# Informatieoorlog
Van informatieoorlog wordt gesproken indien oorlogsdoelen worden nagestreefd door middel van:
- het verstrekken van foutieve informatie aan de kant van de vijand (desinformatie);
- het verstrekken van foutieve informatie aan eigen zijde (propaganda);
- het blokkeren van de communicatiemiddelen van de vijand (censuur);